# Geoinženýrství
Geoinženýrství, řidčeji také geoengineering, je lidské cílené ovlivňování stavu Země, především jejího klimatu.
Jednou z částí geoinženýrství je sluneční geoinženýrství – také bývá nazýván ovládání slunečního záření – skupina hypotetických technologií, které by teoreticky mohly působit proti nárůstu teploty více slunečního světla od povrchu Země, počínaje od vynesením obřího zrcadla do vesmíru k rozstřikování aerosolů ve stratosféře. Rozsah navrhovaných opatření přichází s jedinečnými technickými, etickými a politickými výzvami.
Z důvodu nedostatečné znalosti planetárních procesů by geoinženýrství (například pomocí aerosolů) mohl přinést i negativní důsledky velké části lidí právě změnou klimatu nebo jeho rychlou změnou. Ovlivňování klimatu vyvolává i etické otázky. Některé způsoby zmírňování změny klimatu kritizuje například i Světový fond na ochranu přírody.
Lidé vnímají geoinženýrství negativně a spíše věří v přirozenou obnovu.

## Možné technologie ochlazení Země pomocí slunečního geoinženýrství
Vědci uvádějí 6 nejvíce zkoumaných technik slunečního geoinženýrství:

### Rozprašování aerosolů do atmosféry
O rozprašování aerosolů do atmosféry se mluví jako o nejnadějnější technice ochlazení Země. Rozprašováním aerosolů do stratosféry by mohlo dojít k podobnému ochlazení atmosféry, k jakému dochází při velkých vulkanických erupcích. Výzkumníci například navrhují rozprašování směsi oxidu siřičitého se sazemi a předpokládají, že by takovéto opatření šlo realizovat i současnými tankovacími letadly. Saze by měly vynést oxid siřičitý to stratosféry, kde by docházelo k reakci s atmosférickou vlhkostí a vznikly by aerosoly kyseliny sírové, které jsou schopné odrážet příchozí sluneční světlo Ve svém návrhu předpokládají rozprášení 1,1 mil. tun oxidu siřičitého a 11 mil. tun sazí. Sami ovšem upozorňují na možné vážné vedlejší účinky takovéto akce, především model ukazuje na možnost výrazného oteplení ve stratosféře, které může vest například k poškození ozonové vrstvy.
Další možnosti jsou rozprašování přímo kyseliny sírové či sirovodíku. Aerosoly by měly být rozprašovány letadly či stratosférickými balóny, ovšem v současnosti k tomuto zatím nemáme dostatečně velká letadla. Kolem této technologie ale existují mnohé nejistoty, které ukazují, že v případě, že by byly aerosoly rozprašovány pouze na severní polokouli, mohly by nastat v některých oblastech katastrofální sucha – například v Indii či v oblasti afrického Sahelu. Diskutuje se také situace, kdy by bylo náhle toto rozprašování aerosolů do ovzduší přerušeno z politických důvodů či kvůli vojenským konfliktům. V tom případě by mohlo dojít k náhlému nárůstu teploty, který by mohl být nebezpečný pro přírodu, jiná studie ale tvrdí, že by nebylo tak obtížené těmto šokům zabránit. Problematický je také následný možný výskyt kyselých dešťů. První experimentální ověření ve větším měřítku mělo proběhnout v roce 2019, menší experimenty již dříve například v Rusku.

### Posilování mraků nad oceány
Druhá nejvíce diskutovaná možnost solárního geoinženýrství je posilování mraků nad oceány. Teoreticky by mohly námořní lodě rozprašovat slanou vodu do mraků nad oceány. Rozprášená voda by měla tvořit kondenzační jádra a tím zvyšovat hustotu a velikost mraků.a také způsobovat jejich rozjasňování. Předpokládá se, že podobně jako rozprašování aerosolů i tato technika by mohla být použita pouze ve velmi specifických oblastech, například v oblasti korálových útesů k jejich ochraně či například v Mexickém zálivu ke snížení síly hurikánů. Vědci však mají obavy, že lokální aplikace této metody by mohla způsobit další turbulence v současném již narušeném klimatickém systému, mohlo by docházet k změnám mořských proudů a nepříznivě by mohla být ovlivněna místní bioekologie.

### Plodiny a budovy s vysokým albedem
Další možnost, kterou navrhují vědci v rámci slunečního geoinženýrství je zvýšení odrazivosti budov a rostlin. V případě zastavěných ploch doporučují daleko více využívat světlé barvy, především bílou jak pro střechy budov, tak také pro vyasfaltované a vybetonované plochy. V případě budou tento návrh není příliš kontroverzní, ale na druhou stranu také ne příliš účinný – může ale výrazně pomoct při snižování účinků městských tepelných ostrovů. O hodně kontroverznější je tento návrh pro zemědělské porosty, kde se uvažuje o genetických změnách barev zemědělských plodin, což ale v realitě nebylo nikde vyzkoušeno.

### Oceánská zrcadla
Další, nepříliš známou metodou solárního geoinženýrství jsou tzv. oceánská zrcadla. Fungovat by tato metoda měla tak, že lodě, které brázdí oceány budou generovat mnoho mikrobublinek, které na mořském povrchu budou tvořit vrstvu, která bude mít daleko vyšší odrazivost, než normální povrch moře a díky tomu dojde k ochlazení. Ani tato metoda ale není bez problémů – největším problémem může být, že se změní množství slunečního světla, které prochází do jednotlivých vrstev mořské vody a dojde k ovlivnění života v moři a bude také ovlivněna fotosyntéza. Další studie se snažila situaci modelovat a tvrdí, že ovlivnění mořského života nebude závažné. Problémem je ovšem také množství energie, které by bylo na tvorbu mikrobublin potřeba.

### Oslabování vysoké oblačnosti
Nepříliš prozkoumanou možností je také oslabování účinků slunce pomocí likvidace vysoké oblačnosti – mraků typu cirrus. Tyto mraky, které se formují ve vysokých výškách a obsahují ledové krystaly, sice odrážejí část slunečního záření, ale na druhou stranu absorbují také velké množství dlouhovlnné radiace, takže ve výsledku posilují ohřívání planety. Celkové zadržování tepla cirry výrazně překračuje množství tepla způsobeného zvýšenou koncentrací CO2 díky lidským aktivitám. Oslabování cirrů by mohlo probíhat letecky pomocí rozsévání pouštního prachu či pylových zrn. I tato metoda však vzbuzuje velké pochybnosti; je možné, že při chybné aplikaci by došlo naopak k dalšímu oteplení. Tuto metodu kritizuje také Světový fond na ochranu přírody (WWF).

### Vesmírná stínidla (zrcadla)
Poslední reálně uvažovanou metodou je vyslání velkých zrcadel či stínicích prostředků na orbitální dráhu tak, aby částečně stínily Zemi. K eliminaci současného oteplení by stačilo snížit tok slunečních paprsků o 2 %. Tato technologie se zdá být relativně méně kontroverzní, protože by měla být plně po kontrolou lidí, ale problémem je jednak to, že nejsou zatím dostupné potřebné technologie a také náklady na toto řešení by byly ohromné.

### Odstraňování oxidu uhličitého
Mezi metody geoinženýringu jsou zahrnovány i některé metody odstraňování oxidu uhličitého, například hnojení oceánů.

## Zabránění tání polárních ledovců
Vědci přišli s myšlenkou omezení tání ledovců pomocí pokrytí jejich povrchu vrstvou křemičitých korálků. Návrh vzbudil mnoho otázek, od finančních po otázky vlivu na život v těchto oblastech.